# San Matías (Honduras)
San Matías (uit het Spaans: "Sint-Mattias") is een gemeente (gemeentecode 0713) in het departement El Paraíso in Honduras.
De gemeente ligt in geaccidenteerd terrein. Door de gemeente lopen de rivieren San Marcos en Río Azul. De hoofdplaats ligt bij de berg Zopilotepe.

## Bevolking
De bevolking is als volgt verdeeld:
| Vrouwen | 2597 | 49,5% |
| Mannen  | 2653 | 50,5% |

## Dorpen
De gemeente bestaat uit negen dorpen (aldea), waarvan het grootste qua inwoneraantal: San Matías (code 071301).